# Brussels Cycling Classic 2023
103. ročník jednodenního cyklistického závodu Brussels Cycling Classic se konal 4. června 2023 v belgickém hlavním městě Brusel a okolí. Vítězem se stal Francouz Arnaud Démare z týmu Groupama–FDJ. Na druhém a třetím místě se umístili Dán Tobias Lund Andresen (Team DSM) a Belgičan Jordi Meeus (Bora–Hansgrohe). Závod byl součástí UCI ProSeries 2023 na úrovni 1.Pro.

## Týmy
Závodu se zúčastnilo 10 z 18 UCI WorldTeamů a 10 UCI ProTeamů. Každý tým přijel se sedmi závodníky kromě týmů AG2R Citroën Team a Team Jayco–AlUla s šesti jezdci a týmu Bora–Hansgrohe s pěti jezdci. 2 závodníci neodstartovali, na start se tak postavilo 134 jezdců. Do cíle v Bruselu dojelo 87 z nich.
UCI WorldTeamy
- AG2R Citroën Team
- Alpecin–Deceuninck
- Arkéa–Samsic
- Bora–Hansgrohe
- Cofidis
- Groupama–FDJ
- Intermarché–Circus–Wanty
- Soudal–Quick-Step
- Team DSM
- Team Jayco–AlUla

UCI ProTeamy
- Bingoal WB
- Bolton Equities Black Spoke
- Human Powered Health
- Israel–Premier Tech
- Lotto–Dstny
- Q36.5 Pro Cycling Team
- Team Corratec–Selle Italia
- Team Flanders–Baloise
- Team TotalEnergies
- Uno-X Pro Cycling Team

## Výsledky
| Pořadí | Jezdec                     | Tým                      | Čas        |
| ------ | -------------------------- | ------------------------ | ---------- |
| 1      | Arnaud Démare (FRA)        | Groupama–FDJ             | 4h 41' 51" |
| 2      | Tobias Lund Andresen (DEN) | Team DSM                 | + 0"       |
| 3      | Jordi Meeus (BEL)          | Bora–Hansgrohe           | + 0"       |
| 4      | Biniam Girmay (ERI)        | Intermarché–Circus–Wanty | + 0"       |
| 5      | Dries Van Gestel (BEL)     | Team TotalEnergies       | + 0"       |
| 6      | Clément Venturini (FRA)    | AG2R Citroën Team        | + 0"       |
| 7      | Matis Louvel (FRA)         | Arkéa–Samsic             | + 0"       |
| 8      | Tom Van Asbroeck (BEL)     | Israel–Premier Tech      | + 0"       |
| 9      | Cedric Beullens (BEL)      | Lotto–Dstny              | + 0"       |
| 10     | Derek Gee (CAN)            | Israel–Premier Tech      | + 0"       |